# Christoph Engelbrecht von Brevern

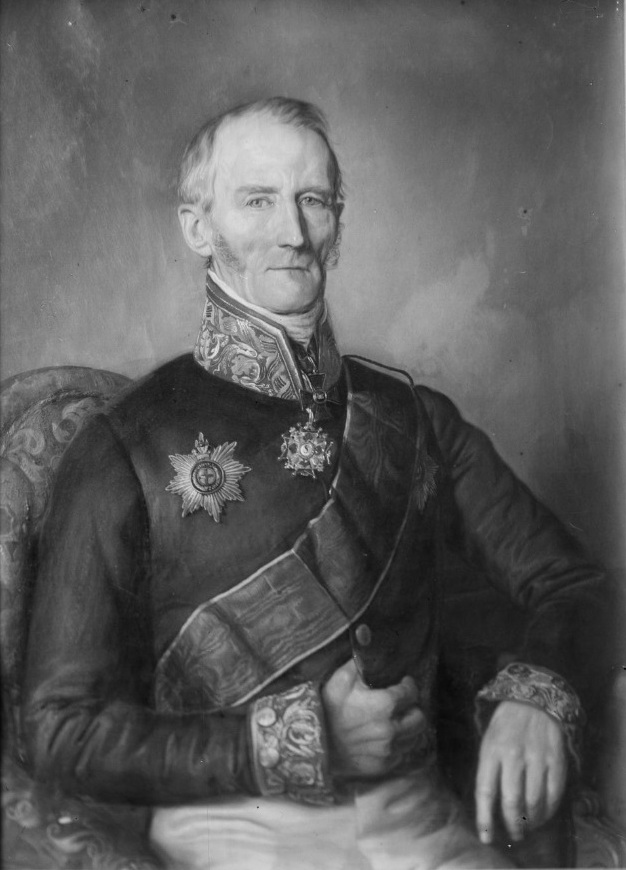
Christoph Engelbrecht von Brevern (1855)

Christoph Engelbrecht von Brevern (* 17. Dezember 1782 in Kostifer, Gouvernement Estland; † 4. Januar 1863 in Mitau, Gouvernement Kurland) war estländischer Richter und Landrat, dann Zivilgouverneur des Gouvernements Kurland. 

## Leben
Er gehörte dem deutsch-baltischen Adelsgeschlecht von Brevern an und war der Sohn des estländischen Landrats und Gouvernements-Adelsmarschalls Heinrich Johann von Brevern (1749–1803) und dessen Ehefrau Elisabeth, einer geborenen Staël von Holstein. Er war das erste Familienmitglied, welches 1833 das kurländische Indigenat erhielt. 
Er besuchte die Domschule zu Reval. Seine Karriere begann in der Kaiserlich Russischen Armee, die er jedoch verließ und zu einer zivil-politischen Laufbahn wechselte.

### Militärischer Werdegang
Bereits im Alter von 17 Jahren trat Brevern in die Kaiserlich Russische Armee ein und diente von 1799 bis 1802 im Semjonowskoje-Leibgarderegiment in Sankt Petersburg. Seine militärische Laufbahn setzte er ab 1802 im Regiment Chevaliergarde fort und wurde als Stabsrittmeister 1806 verabschiedet.

### Zivile Laufbahn
Danach wurde Brevern Gutsherr auf Kiekel in Estland und bekleidete von 1811 bis 1815 das Amt des Hakenrichters. Von 1815 bis 1821 war er Kreisrichter im Kreis Wierland und nachfolgend wurde er estländischer Landrat. 
Von 1827 bis 1852 war er Zivilgouverneur des Gouvernements Kurland. Er erhielt den Titel eines Geheimrats.

## Familie
Christoph Engelbrecht von Brevern war der Gründer der kurländischen Linie der Familie von Brevern. Er heiratete 1807 Julie von Strandmann (* 1790; † 1830), Tochter des russischen Generalleutnants Otto von Strandmann. Sie hatten mehrere Kinder, darunter Iwan von Brevern (1812–1885), der wie sein Vater Zivilgouverneur von Kurland wurde, Therese Catharina von Brevern (1814–1883), die den Tuckumschen Kreismarschall Alfons von der Ropp heiratete, und Alexander Christoph von Brevern (1823–1896), der russischer Generalmajor wurde.